# Multilineáris leképezés
A lineáris algebrában és kapcsolódó területeken a multilineáris leképezés a lineáris leképezés általánosítása. A multilineáris leképezés egy fontos példája a determináns.

## Definíció
Legyen {\displaystyle R} egységelemes kommutatív gyűrű, és legyenek {\displaystyle F} és {\displaystyle E_{i}} minden {\displaystyle i\in \{1,...,p\}}-re modulusok az {\displaystyle R} gyűrű fölött. Ekkor egy {\displaystyle f\colon E_{1}\times \cdots \times E_{p}\to F} leképezés multilineáris, ha minden változójában lineáris. Pontosabban, ha {\displaystyle p>0} egész szám, akkor egy leképezés {\displaystyle p}-multilineáris, ha:
{\displaystyle \forall a\in E_{1}\times \cdots \times E_{p},\forall i\in \{1,...,p\}:f_{i}(a)\in L(E_{i};F)},
ahol az {\displaystyle f_{i}(a)} parciális leképezésre:
{\displaystyle f_{i}(a)\colon E_{i}\to F~;~~x\mapsto f(a_{1},...,a_{i-1},x,a_{i+1},...,a_{p})~}
és  {\displaystyle L(E;F)} az {\displaystyle E}-ből {\displaystyle F}-be menő lineáris leképezések halmaza.
Ha {\displaystyle F=R}, akkor {\displaystyle R}-multilineáris formáról beszélünk.
Az {\displaystyle E_{1}\times \cdots \times E_{p}}-ből {\displaystyle F}-be menő {\displaystyle p}-lineáris leképezések halmazát {\displaystyle L_{p}(E_{1},...,E_{p};F)} jelöli. Ha {\displaystyle E_{i}=E} minden {\displaystyle i\in \{1,...,p\}}-re, akkor {\displaystyle L_{p}(E,...,E;F)=:L_{p}(E;F)} és végülé {\displaystyle L_{p}(E,...,E;R)=:L_{p}(E)}.

## Példák
- A lineáris leképezések 1-multilineáris leképezések.
- Ha {\displaystyle p>1}, akkor egyedül a null-leképezés az egyedüli lineáris leképezés, ami {\displaystyle p}-lineáris. Ugyanis  {\displaystyle (x,y,...)=(0,y,...)+(x,0,...)}, amiből {\displaystyle f(x,y,...)=f(0,y,...)+f(x,0,...)}. A linearitás miatt {\displaystyle f(...)=0}, ha valamelyik változója {\displaystyle 0}.
- A bilineáris leképezések 2-lineáris leképezések.
- Az {\displaystyle [x,y,z]=x\cdot (y\times z)} vegyes szorzat {\displaystyle \mathbb {R} ^{3}}-ben 3-lineáris leképezés, vagyis  {\displaystyle [\cdot ,\cdot ,\cdot ]\in L_{3}(\mathbb {R} ^{3})=L_{3}(\mathbb {R} ^{3};\mathbb {R} )=L_{3}(\mathbb {R} ^{3},\mathbb {R} ^{3},\mathbb {R} ^{3};\mathbb {R} )}.
- Egy testben vagy gyűrűben a szorzás 2-lineáris leképezés.
- A vektoriális és a skalárszorzás 2-lineáris leképezés.
- Egy n-dimenziós vektortérben a determináns n-multilineáris leképezés.

## Tulajdonságok
Az {\displaystyle \{1,\ldots ,p\}} permutációinak szimmetrikus csoportja definiál egy műveletet {\displaystyle L_{p}(E;F)}-en,
{\displaystyle S_{p}\times L_{p}(E;F)\to L_{p}(E;F)~;~~(\sigma ,f)\mapsto \sigma f:(x_{1},...,x_{p})\mapsto (x_{\sigma (1)},...,x_{\sigma (p)})}
ami egy {\displaystyle p}-lineáris leképezés változóinak permutációi. Ekkor egy {\displaystyle f\in L_{p}(E;F)} leképezés
- szimmetrikus, ha {\displaystyle \sigma f=f} minden {\displaystyle \sigma } esetén
- antiszimmetrikus, ha {\displaystyle \sigma f=\epsilon (\sigma )f} minden {\displaystyle \sigma } permutációra, ahol {\displaystyle \epsilon (\sigma )} a permutáció előjele.
- alternáló, ha {\displaystyle f(x_{1},\ldots ,x_{p})=0}, valahányszor két változója megegyezik.

Megfordítva, a szimmetrizáló:
{\displaystyle S\colon f\mapsto Sf=\sum _{\sigma \in S_{p}}\sigma f}
és az antiszimmetrizáló
{\displaystyle S\colon f\mapsto Sf=\sum _{\sigma \in S_{p}}\varepsilon (\sigma )\,\sigma f},
ahol {\displaystyle f} tetszőleges multilineáris leképezés szimmetrikusan vagy antiszimmetrikusan működik. Egyes szerzők itt osztanak {\displaystyle p!}-ral, hogy ezek az operátorok idempotensek legyenek, de ez véges karakterisztikájú testek esetén nem mindig működik.
Könnyen megmutatható, hogy az alternáló leképezések antiszimmetrikusak, míg egy antiszimmetrikus leképezés alternáló, ha  {\displaystyle 1+1\neq 0}, különben pedig szimmetrikus.
Például a vektoriális szorzat és a vegyes szorzat antiszimmetrikus leképezések.
A determinánsformák például alternáló multilineáris leképezések (definíció szerint).

## Alkalmazás
Multilineáris leképezésekkel definiálhatók univerzális tenzorszorzatok: Minden {\displaystyle A_{1}\times \cdots \times A_{n}\to B} multilineáris leképezéshez van pontosan egy {\displaystyle A_{1}\otimes _{R}\cdots \otimes _{R}A_{n}\to B} homomorfizmus úgy, hogy a következő diagram kommutatív legyen:

## Forrás
A. L. Onishchik: Multilinear mapping. In: Michiel Hazewinkel (Hrsg.): Encyclopedia of Mathematics. Springer-Verlag und EMS Press, Berlin 2002 ISBN 1-55608-010-7

## Fordítás
Ez a szócikk részben vagy egészben  a   Multilineare Abbildung című német Wikipédia-szócikk fordításán alapul.  Az eredeti cikk szerkesztőit annak laptörténete sorolja fel. Ez a jelzés csupán a megfogalmazás eredetét és a szerzői jogokat jelzi, nem szolgál a cikkben szereplő információk forrásmegjelöléseként.